# أندريا لوكاتيلي (دراجات نارية)
أندريا لوكاتيلي (بالإيطالية: Andrea Locatelli)‏ مواليد 16 أكتوبر 1996 في إيطاليا، هو متسابق دراجات نارية إيطالي. نافس في الجائزة الكبرى للدراجات النارية في فئة موتو 3 وبدأ فيها سنة 2013.

## النتائج

### حسب الموسم
| الموسم | الفئة  | الدراجة  | السباق | الفوز | المنصة | الانطلاق | أسرع لفة | النقاط | الترتيب |
| ------ | ------ | -------- | ------ | ----- | ------ | -------- | -------- | ------ | ------- |
| 2013   | موتو 3 | ماهيندرا | 2      | 0     | 0      | 0        | 0        | 0      | ن.غ.م   |
| 2014   | موتو 3 | ماهيندرا | 16     | 0     | 0      | 0        | 0        | 0      | ن.غ.م   |
| 2015   | موتو 3 | هوندا    | 14     | 0     | 0      | 0        | 0        | 33     | 20      |
| إجمالي |        |          | 32     | 0     | 0      | 0        | 0        | 33     |         |

### السباقات حسب السنة
| السنة | الفئة  | الدراجة  | 1      | 2             | 3              | 4          | 5          | 6          | 7           | 8           | 9            | 10         | 11        | 12            | 13              | 14         | 15         | 16            | 17           | 18        | مركز  | النقاط |
| ----- | ------ | -------- | ------ | ------------- | -------------- | ---------- | ---------- | ---------- | ----------- | ----------- | ------------ | ---------- | --------- | ------------- | --------------- | ---------- | ---------- | ------------- | ------------ | --------- | ----- | ------ |
| 2013  | موتو 3 | ماهيندرا | قطر    | الأمريكتان    | إسبانيا        | فرنسا      | إيطاليا 22 | كتالونيا   | هولندا      | ألمانيا     | إنديانا      | تشيك       | بريطانيا  | سان مارينو 25 | أرغون           | ماليزيا    | أستراليا   | اليابان       | بلنسية       |           | ن.غ.م | 0      |
| 2014  | موتو 3 | ماهيندرا | قطر 23 | الأمريكتان 25 | الأرجنتين ل.ين | إسبانيا    | فرنسا      | إيطاليا 18 | كتالونيا 29 | هولندا 17   | ألمانيا ل.ين | إنديانا 25 | تشيك 25   | بريطانيا 19   | سان مارينو ل.ين | أرغون 18   | اليابان 23 | أستراليا ل.ين | ماليزيا ل.ين | بلنسية 26 | ن.غ.م | 0      |
| 2015  | موتو 3 | هوندا    | قطر 11 | الأمريكتان 7  | الأرجنتين 23   | إسبانيا 16 | فرنسا 16   | إيطاليا 13 | كتالونيا 12 | هولندا ل.ين | ألمانيا 9    | إنديانا 13 | تشيك ل.ين | بريطانيا ل.ين | سان مارينو ل.يب | أرغون ل.يب | اليابان 14 | أستراليا ل.ين | ماليزيا ل.يب | بلنسية    | 20    | 33     |

## روابط خارجية
- أندريا لوكاتيلي على موقع MotoGP.com (الإنجليزية)
- أندريا لوكاتيلي على موقع WorldSBK.com (الإنجليزية)
- أندريا لوكاتيلي على موقع CONI honoured athlete website (الإيطالية)
- أندريا لوكاتيلي على موقع AS.com (الإسبانية)